# Coffea buxifolia
Coffea buxifolia là một loài thực vật có hoa trong họ Thiến thảo. Loài này được A.Chev. mô tả khoa học đầu tiên năm 1929.